# Universal Struggle
Universal Struggle – trzeci album studyjny Anthony’ego B, jamajskiego wykonawcy muzyki reggae i dancehall.
Płyta została wydana 29 grudnia 1997 roku przez nowojorską wytwórnię VP Records. Nagrania zostały zarejestrowane w studiach Black Scorpio, Cell Block, Celestial Sounds, Ruff Stuff oraz The Mixing Lab w Kingston. Ich produkcją zajęli się Richard "Bello" Bell oraz Garnet Dalley. W roku 2002 nakładem wytwórni Jet Star Records ukazała się reedycja albumu.

## Lista utworów
1. "Storm Winds"
2. "Heavy Load"
3. "Universal Struggle"
4. "Gangstas Think Twice"
5. "Waan Back"
6. "Seek Jah First"
7. "Nah Vote Again"
8. "Damage"
9. "Splifftail"
10. "Zinc Fence Jungle" feat. Luciano
11. "Mockingbird"
12. "Jerusalem"
13. "Money Worries"
14. "Rastaman School"
15. "Sunburnt Faces"
16. "Marley Memories"
17. "Storm Sax"

## Twórcy

### Muzycy
- Anthony B – wokal
- Luciano – wokal (gościnnie)
- Earl "Chinna" Smith – gitara
- Steven "Cat" Coore – gitara
- Robbie Shakespeare – gitara basowa
- Leroy "Mafia" Heywood – gitara basowa
- Daniel "Axeman" Thompson – gitara basowa
- Melbourne "George Dusty" Miller – perkusja
- Christopher "Sky Juice" Blake – perkusja
- David "Fluxy" Heywood – perkusja
- Sly Dunbar – perkusja
- Paul "Jazzwad" Yebuah – instrumenty klawiszowe
- Paul "Computer Paul" Henton – instrumenty klawiszowe
- Robert Lyn – instrumenty klawiszowe
- Dean Fraser – saksofon
- David Madden – trąbka
- Anthony Malvo – chórki
- Bunny Brissett – chórki
- Thriller Prince – chórki
- Jennifer Lara – chórki
- Junior Moore – chórki
- Renee Davis – chórki
- Derrick Lara – chórki

### Personel
- Andi Carr – inżynier dźwięku
- Gary Sutherland – inżynier dźwięku
- Cordel "Skatta" Burrell – inżynier dźwięku
- Leroy "Culture Lee" Dixon – inżynier dźwięku
- Lynford "Fatta" Marshall – inżynier dźwięku, miks
- Collin "Bulby" York – miks
- Leroy Champaign – projekt okładki
- Joanne Savio – zdjęcia